# ويليام ريتشارد ويليامسون
ضابط بحري، وباحث جغرافي، ومنقب عن المعادن، واحد أهم قادة شركة النفط الفارسة – البريطانية في منطقة الخليج. ولد وليم ريتشارد وليمسون، في مدينة بريستول البريطانية سنة 1872 م، وتخرج من مدرسة سيفتون هناك سنة 1887 م، وقدانتقل للحياة العملية مبكرا، حيث ركب البحر وجال على المستعمارات البريطانية حول العالم واستقر بولاية كاليفورنيا الأمريكية لمدة ثلاث سنوات كمنقب عن الذهب، ثم جال على والولايات الشرقية والشمالية الأمريكية، كما انتقل بين بلدان البحر المتوسط، واخيرا حط رحاله في ربوع البادية الشرقية من شبه الجزيرة العربية، فخالط البدو وعاش حياتهم.

## هروبه من الهند
استقل الباخرة بانكورا هاربًا من بومبي لاعتناقه الدين الإسلامي، مما أدى إلى ملاحقة السلطات البريطانية له في منتصف 1311هـ/1893م، وتعرف خلال الرحلة على الشيخ يوسف الإبراهيم حتى أصبح من مرتادي مجلسه، والسبب في ذلك أنه لما وصلت الباخرة المذكورة ميناء بوشهر، كانت قد سبقتها برقية مرسلة من الهند تطلب إرساله مخفورًا إلى بومباي. فعزم وليمسون إلى الهروب إلى أي بلد إسلامي يكون فيه بمأمن من البريطانيين بعد أن أصبح مطلوبًا لدى حكومة الهند. فاختار العراق أن تكون وجهته حيث الدولة العثمانية المسلمة. وعندما علم بمضمون البرقية التي مفادها عدم سماح ربان الباخرة له بمغادرتها في أي ميناء ترسو فيه وإعادته على متنها  مخفورًا، طلب من الشيخ يوسف الإبراهيم مساعدته، فقام بتسهيل إدخاله الكويت إثناء رسو الباخرة، واستضافه مانحًا إياه الحماية. وعندما طلب وليمسون مغادرة الكويت والرحيل إلى البصرة، أمن له الشيخ يوسف ما أراد من لوازم الرحلة، وزوده بتوصية إلى فهد البسام عميد الأسرة هناك وهو وكيل إمارة حائل في البصرة.
واستقر في اقليم المنتفق الخاص انذاك بآل السعدون، حيث تزوج من ابنة الشيخ ناصر الشمري ثم الشيخة سارة السعدون وبنى منزل بمدينة الناصرية بعد ان أشهر اسلامه ثم انتقل لكوت الحجاج بالقرب من البصرة، وحج إلى مكة المكرمة ليصبح الحاج عبد الله وليم، وفي سنة 1914 م اندلعت الحرب العامة الأولى فشارك مع الجيش البريطاني استخباراتيا، وساعد الالوية البريطانية لدخول اقاليم البصرة، والوسط العراقي حيث تقهقر الجيش العثماني هناك، وبعد انتهاء الحرب عين نائبا لشركة النفط الفارسية – البريطانية - وساهم بمراحل التنقيب والكشف عن حقول النفط كباحث جموفرلوجي ومترجم، ثم جال على حكام المنطقة من العراق إلى الكويت والبحرين ثم قطر وأبوظبي ودبي وراس الخيمة وغيرها، اتهمته الشركة المذكورة بانه منحاز للحكام الخليجين ويعمل لصالحهم وليس لمصلحتها فتقاعد سنة 1937 م وصنف كتابه «رحلة إلى الخليج العربي» المترجم إلى اللغة العربية والصادر بتاريخ 1 - 12 - 2004 م عن الدار العربية في بيروت الطبعة الأولى، هذا وعرف الحاج عبد الله وليم بتدينه الحقيقي وايمانه القوي، حيث كان يقيم الصلاة باوقاتها، وقد وافته المنية سنة 1958 م.